# Biòtop

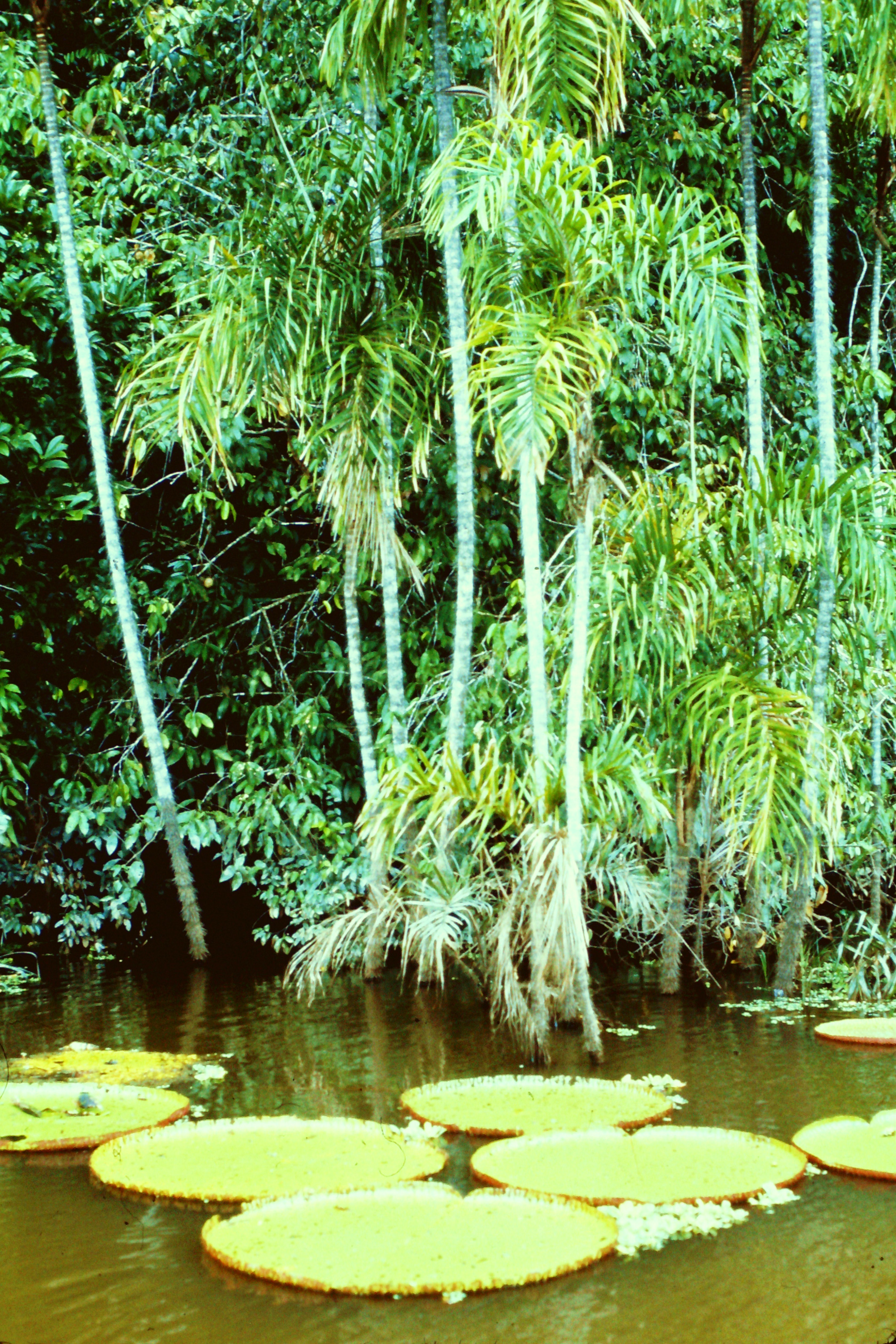
Biòtop de la selva tropical amazònica

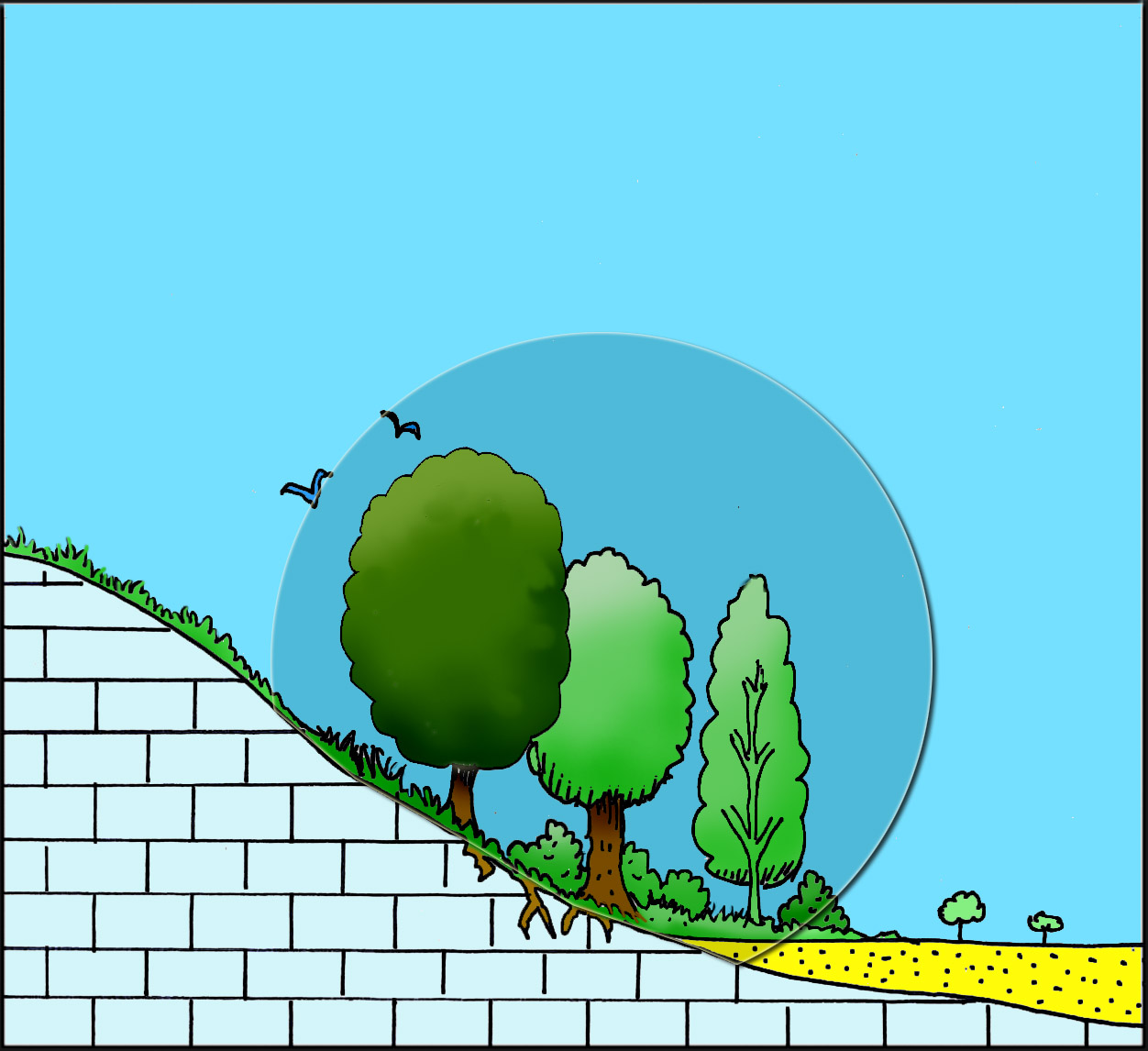
Representació simple d'un biòtop

Un biòtop (paraula de nova creació en alemany, formada a partir dels mots grecs βíος bios, "vida" i τόπος topos, "lloc"), en biologia i ecologia, és una àrea de condicions ambientals uniformes que proveeix espai vital per a una sèrie concreta d'éssers vius o, el que és el mateix, és el lloc on viuen les espècies de flora i fauna.
El biòtop és gairebé sinònim del terme hàbitat amb la diferència que hàbitat es refereix a les espècies o poblacions mentre que biòtop es refereix a les comunitats biològiques.  Terme que en sentit literal significa ambient de vida i s'aplica a l'espai físic, natural i limitat, en el qual viu una biocenosi (o comunitat d'organismes mútuament relacionats). La biocenosi i el biòtop formen un ecosistema.
La Comissió de les Comunitats Europees de la Unió Europea té un projecte sobre biòtops, que forma part del programa experimental de treball de CORINE (Coordinació d'informació sobre el medi ambient). Aquest programa publica el CORINE Biotope Manual, que descriu i defineix centenars de biòtops, segons els seus aspectes físics i les espècies dominants. Els afeccionats a l'aquariofília empren el terme biòtop per a referir-se a un aquari que pretén simular un hàbitat específic. L'objectiu consisteix a mirar de replicar condicions com la temperatura, el tipus d'aigua (salinitat, acidesa i duresa), la il·luminació, i la flora i la fauna pròpia d'un biòtop.

## Història
Ernst Haeckel (1834-1919), zoòleg alemany famós per la seva teoria de la recapitulació o llei biogenètica, va crear el concepte. En el seu llibre Morfologia general (1866), en el qual defineix l'ecologia, remarca la importància del concepte d'hàbitat com a prerequisit a l'existència d'un organisme. També explica que juntament amb els ecosistemes les biotes són modelades per factors ambientals com ara aigua, sòl, trets geogràfics i fenòmens climàtics i per interaccions amb altres éssers vius.
A partir d'aquests conceptes el professor del museu zoològic de Berlín, F. Dahl es va referir als sistemes ecològics amb el terme biòtop, encunyat-ne el mot (1908). 

## Coeficient de biòtop
La noció de coeficient de biòtop per superfície (CBS) va ser provat i creat per la ciutat de Berlín. Va ser introduït uns anys més tard a França, en primer lloc al PLU de París després en diversos plans municipals locals (PLU). La Acta ALUR va utilitzar-se a nivell nacional per promoure la renaturació de les ciutats o els parcs empresarials; per restaurar un microclima de millor qualitat, contribuir a restaurar sòls ecològicament més funcionals (mida de carboni, infiltració i depuració d'aigua en benefici de les capes aquàtiques i dels rius, etc.) contribuir al verd i blau urbà tot millorant la qualitat de vida i la possibilitat de trobar hàbitats i refugis per a la fauna, la flora i la fauna.
Estableix una obligació de mantenir o crear superfícies no impermeables o ecològiques a la unitat terrestre que es pot satisfer de diverses maneres: espai lliure al sòl, superfície artificial del sòl però vegetat a una profunditat mínima determinada per la regulació, terrats i parets verdes ... Les diferents maneres de respectar aquesta obligació de no tenir la mateixa eficiència des del punt de vista de la preservació de la biodiversitat, la regulació del PLU pot preveure així un coeficient diferent per a cadascun d'ells que permet tenir en compte aquesta diferència d'eficiència. Finalment, com a part d'una seqüència [evitar-reduir-compensar], o en altres contexts. L'article L. 123-1-5 del Codi Ambiental tracta sobre la regulació de la PLU; ha estat revisat i dividit en tres parts, la tercera tracta de característiques arquitectòniques, urbanes i ecològiques i emmarca les possibilitats de regular en Continuïtat ecològica i coeficient de biòtop per superfície (CBS).

## Restauració de biòtops
Encara que la paraula biòtop és considerada com un terme tècnic d'ecologia, en anys recents se li està donant ús en activitats cíviques i administratives. Des de 1970, els biòtops han rebut gran atenció a Europa (especialment a Alemanya) en referència a la preservació, regeneració i creació d'ambients naturals. 
En aquest context la paraula biòtop es refereix sovint a assumptes ecològics de menor escala i que són familiars a la vida quotidiana. A Alemanya els esforços per regenerar els biòtops són rebuts amb gran entusiasme. Aquestes activitats inclouen:
- La creació de terrats verds
- Reconstrucció de rius per restaurar la seva qualitat
- Conservació d'arbusts i arbres en terrenys conreats agraris
- Creació de parcs naturals al llarg de les carreteres "autopistes"
- Creació de jardins o llacunes escolars que tenen en compte el medi ambient
- Disseny de jardins privats que tenen en compte l'ecologia.

## Característiques
Els quatre punts següents són les principals característiques dels biòtops.

### Microescala
El biòtop generalment no es considera un fenomen a gran escala. Per exemple, un biòtop podria ser un parc veí, un jardí posterior, fins i tot plantes en un test o una peixera en un porxo. És a dir, el biòtop no és un macroscòpic sistema sinó un enfocament microscòpic per preservar l'ecosistema i la diversitat biològica. De manera que els biòtops s'ajusten a les activitats i a la vida quotidiana de les persones habituals, podent participar més en la creació i la gestió continuada de biòtops.

### Xarxes de biòtops
Se sol remarcar que els biòtops no han d'estar aïllats; en canvi, els biòtops han d'estar connectats entre ells i amb la vida que els envolta, ja que sense aquestes connexions a formes de vida com animals i plantes, els biòtops no funcionarien efectivament com a lloc on viuen diversos organismes. Una de les estratègies més efectives per a regenerar biòtops és el d'estendre'l i aconseguir que sigui un punt perquè els animals i plantes (o les seves llavors) puguin circular. A això se li diu un corredor biològic. En aquest mètode, el centre de la xarxa serien grans extensions verdes de terra: un bosc, un parc natural o un cementiri. En connectar parcel·les de terreny amb àrees de biòtops més petits com ara la llera verda al llarg del riu, petits parcs de la ciutat, jardins o fins i tot arbres de carretera, poden existir biòtops en una xarxa. És a dir, un biòtop és un sistema obert, no tancat, i és una estratègia practicable.

### La vida diària humana
El terme "biòtop" no s'aplica a les reserves de la biosfera, que estan completament separades dels humans i esdevenen objecte d'admiració humana. En canvi, és una part activa de la vida diària humana. Per exemple, un jardí ornamental pot ser considerat un biòtop (encara que més aviat petit) ja que millora l'experiència de la vida diària. Una àrea que té moltes funcions, com espai de vida humana i que acull altres éssers vius, ja siguin vegetals o animals, es pot considerar una reserva de la biosfera.

### Artificial
Quan s'introdueixen articles artificials en un entorn de biòtop, el seu disseny i disposició són de gran importància per a la regeneració del biòtop. Les zones de plantació d'arbres on la superfície és desigual produeixen plantes que broten i nidifiquen petits insectes. Una estora o xarxa fabricada amb fibres naturals es biodegradarà gradualment a mesura que s'exposa al clima. Així doncs, no hi ha una oposició binomial entre allò natural i artificial en un biòtop. Més aviat, aquests materials artificials són molt utilitzats.

## Aquari
El terme "biòtop" també és usat pels aficionats a aquaris per a descriure un paisatgisme aquàtic que intenta simular el hàbitat de alguns peixos específics. La idea és replicar les condicions com ara els paràmetres d'aigua, plantes naturals, tipus d'aigua (aigua dolça, salina o salobre), il·luminació i incloure altres peixos autòctons que solen conviure en la natura i, com a tals, representen un biòtop particular del món real. Un exemple d'un biòtop sud-americà pot ser una mica de torba, algunes plantes natives, substrats foscs i una il·luminació suau amb plantes flotants, juntament amb Carnegiella strigata peixos àngels, tetra roigs,  otos,  corys i plecostomus.